# Лобанова Лілія Олександрівна

## Спортивна кар'єра
На Всеукраїнських літніх спортивних іграх-2007 здобула срібну нагороду в естафеті 4/400 метрів — вона та Катерина Буракова, Ксенія Карандюк й Анна Тітімець.